# Borowkiwka
Borowkiwka (ukr. Боровківка) – wieś na Ukrainie, w obwodzie dniepropetrowskim, w rejonie kamjańskim, w hromadzie Werchniodniprowśk. W 2001 liczyła 877 mieszkańców.

## Urodzeni
- Petro Ohij - ukraiński lekarz.